# 華斯路伊體育會
華斯路伊體育會（CS Sporting Vaslui）是羅馬尼亞的一家足球俱樂部。俱樂部成立于2002年，并從那年開始參加羅馬尼亞足球甲級聯賽。

## 外部連結
- 官方网站 （罗马尼亚文）
- Supporters website （罗马尼亚文）